# 1870 aux Territoires du Nord-Ouest
Chronologie des Territoires du Nord-Ouest
- 1866
- 1867
- 1868
- 1869
- 1870
- 1871
- 1872
- 1873
- 1874

Cette page concerne des événements d'actualité qui se sont produits durant l'année 1870 dans le territoire canadien des Territoires du Nord-Ouest.

## Politique

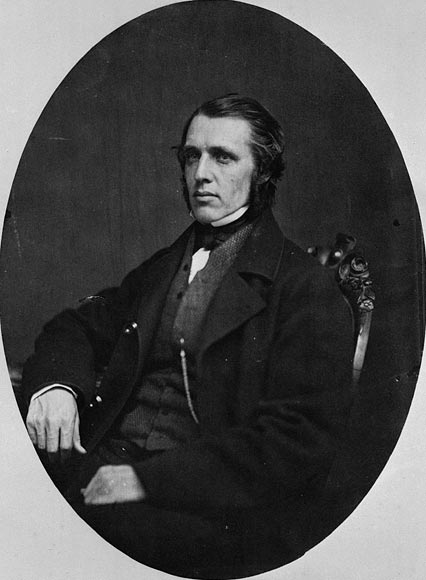
William McDougall

- Premier ministre : William McDougall (Lieutenant-gouverneur du Manitoba).
- Législature : Conseil temporaire nord-ouest (en)

## Événements
- 15 juillet : établissement de la province du Manitoba. Les anciens territoires de la Compagnie de la Baie d'Hudson (Terre de Rupert et Territoires du Nord-Ouest) sont transférés au Canada et sont nommés Territoires du Nord-Ouest (capitale : Yellowknife) en vertu de l’Act of Imperial Parliament et conformément à l’Acte de la Terre de Rupert de 1868 et de l’Imperial Order in Council du 23 juin 1870.
  - La Compagnie de la Baie d'Hudson vend la Terre de Rupert pour 300 000 livres sterling[1].